# Setmana Catalana de 1987
La Setmana Catalana de 1987, va ser la 24a edició de la Setmana Catalana de Ciclisme. Es disputà en 7 etapes del 23 al 27 de març de 1987. El vencedor final fou el valencià Vicent Belda de l'equip Kelme per davant de Peter Hilse i Miguel Indurain.
En aquesta edició es van donar diferents bonificacions de temps. Així a l'arribada hi havia 6, 4 i 2 segons als tres primers. En les metes volants i esprints especials els segons repartits eren 3, 2 i 1.
Raimund Dietzen i Vicent Belda van aconseguir una gran diferència de temps gràcies a l'escapada de l'etapa d'Andorra. La "Setmana" era cosa de 2. Al final, l'alfafarenc es va endur el triomf final gràcies a fer una millor contrarellotge a Torredembarra.

## Etapes
| Etapa  | Data       | Ciutats d'etapa                             | km    | Vencedor de l'etapa   | Líder de la general   |
| ------ | ---------- | ------------------------------------------- | ----- | --------------------- | --------------------- |
| Pròleg | 23 de març | Parets del Vallès – Parets del Vallès (CRI) | 2,3   | Gregor Braun (RFA)    | Gregor Braun (RFA)    |
| 1a     | 23 de març | Parets del Vallès – Girona                  | 107,0 | Wim Arras (BEL)       | Miguel Indurain (ESP) |
| 2a     | 24 de març | Banyoles – Andorra la Vella ( Andorra)      | 260,0 | Peter Hilse (RFA)     | Peter Hilse (RFA)     |
| 3a     | 25 de març | Organyà – Lleida                            | 179,0 | Wim Arras (BEL)       | Peter Hilse (RFA)     |
| 4a A   | 26 de març | Lleida - Torredembarra                      | 111,0 | Noël Segers (BEL)     | Peter Hilse (RFA)     |
| 4a B   | 26 de març | Torredembarra - Torredembarra (CRI)         | 21,0  | Miguel Indurain (ESP) | Vicent Belda (ESP)    |
| 5a     | 27 de març | Torredembarra - Badalona                    | 173,0 | Miguel Indurain (ESP) | Vicent Belda (ESP)    |

### Pròleg[1]
23-03-1987: Parets del Vallès (CRI), 2,3 km.:
|   | Ciclista              | Equip             | Temps  |
| - | --------------------- | ----------------- | ------ |
| 1 | Gregor Braun (RFA)    | AD Renting-Fangio | 4' 03" |
| 2 | Josep Recio (ESP)     | Kelme             | + 01"  |
| 3 | Acacio da Silva (POR) | Kas               | m. t.  |

### 1a etapa[1]
23-03-1987: Parets del Vallès – Girona, 107,0 km.
|   | Ciclista                | Equip             | Temps      |
| - | ----------------------- | ----------------- | ---------- |
| 1 | Wim Arras (BEL)         | PDM               | 2h 27' 09" |
| 2 | Francis Castaing (FRA)  | AD Renting-Fangio | m. t.      |
| 3 | Alfonso Gutiérrez (ESP) | Teka              | m. t.      |

### 2a etapa[2]
24-03-1987: Banyoles – Andorra la Vella, 260,0 km.:
|   | Ciclista           | Equip | Temps      |
| - | ------------------ | ----- | ---------- |
| 1 | Peter Hilse (RFA)  | Teka  | 7h 42' 03" |
| 2 | Vicent Belda (ESP) | Kelme | m. t.      |
| 3 | Josep Recio (ESP)  | Kelme | + 04' 46"  |

### 3a etapa[3]
25-03-1987: Organyà – Lleida, 179,0 km.:
|   | Ciclista              | Equip     | Temps      |
| - | --------------------- | --------- | ---------- |
| 1 | Wim Arras (BEL)       | PDM       | 4h 34' 40" |
| 2 | Eddy Planckaert (BEL) | Panasonic | m. t.      |
| 3 | Frank Hoste (BEL)     | Fagor     | m. t.      |

### 4a etapa A[4]
26-03-1987: Lleida - Torredembarra, 111,0 km.:
|   | Ciclista              | Equip         | Temps      |
| - | --------------------- | ------------- | ---------- |
| 1 | Noël Segers (BEL)     | Lucas-Mullers | 2h 24' 16" |
| 2 | Eddy Planckaert (BEL) | Panasonic     | m. t.      |
| 3 | Frank Hoste (BEL)     | Fagor         | m. t.      |

### 4a etapa B[4]
26-03-1987: Torredembarra (CRI), 21,0 km.:
|   | Ciclista              | Equip     | Temps   |
| - | --------------------- | --------- | ------- |
| 1 | Miguel Indurain (ESP) | Reynolds  | 26' 08" |
| 2 | Iñaki Gastón (ESP)    | Kas       | + 24"   |
| 3 | Erik Breukink (NED)   | Panasonic | + 30"   |

### 5a etapa[5]
27-03-1987: Torredembarra - Badalona, 173,0 km.:
|   | Ciclista              | Equip     | Temps      |
| - | --------------------- | --------- | ---------- |
| 1 | Miguel Indurain (ESP) | Reynolds  | 4h 21' 45" |
| 2 | Acacio da Silva (POR) | Kas       | m. t.      |
| 3 | Phil Anderson (AUS)   | Panasonic | m. t.      |

## Classificació General
|    | Ciclista                     | Equip            | Punts       |
| -- | ---------------------------- | ---------------- | ----------- |
| 1  | Vicent Belda (ESP)           | Kelme            | 22h 00' 56" |
| 2  | Peter Hilse (RFA)            | Teka             | + 17"       |
| 3  | Miguel Indurain (ESP)        | Reynolds         | + 4' 07"    |
| 4  | Iñaki Gastón (ESP)           | Kas              | + 4' 26"    |
| 5  | Josep Recio (ESP)            | Kelme            | + 4' 45"    |
| 6  | Acacio da Silva (POR)        | Kas              | + 4' 53"    |
| 7  | Robert Millar (GBR)          | Panasonic        | + 4' 56"    |
| 8  | Pere Muñoz Rodríguez (ESP)   | Fagor            | + 5' 10"    |
| 9  | Martín Ramírez Ramírez (COL) | Café de Colombia | + 5' 37"    |
| 10 | Juan Fernández Martín (ESP)  | Zahor            | + 5' 47"    |